# Macintosh IIcx
Il Macintosh IIcx è un personal computer presentato dalla Apple nel 1989, a circa 6 mesi di distanza dall'introduzione del Macintosh IIx.
Malgrado assomigliasse molto al Macintosh IIx, in realtà era un discreto miglioramento di quest'ultimo: era molto più compatto e silenzioso del suo predecessore. Era inoltre stato progettato per poter essere utilizzato sia in posizione orizzontale che verticale. Un'altra caratteristica interessante del computer era quella di essere assemblato con componenti a incastro e non con viti. Ciò rendeva molto semplice l'apertura del computer, la sua manutenzione e la sua riparazione. Questa caratteristica fu molto apprezzata dalla comunità di utenti Macintosh.
Il computer fu messo in vendita il 7 marzo 1989 a 4.669 dollari per il modello base con 1 MB di RAM e 5.369 dollari per quello con disco rigido interno da 40 MB. Restò in commercio fino all'11 marzo 1991. Il 20 settembre 1989 fu presentato il suo successore, il Macintosh IIci.

## Caratteristiche tecniche
Il Macintosh IIcx è una versione compatta del IIx, di cui riprende l'hardware con un microprocessore Motorola 68030 a 16 MHz affiancato da un coprocessore matematico Motorola 68882. Poteva essere dotato di un massimo di 128 MB di RAM, anche se il firmware di serie, alloggiato in ROM, poteva indirizzarne solo 8 MB: per poter usare la memoria sopra gli 8 MB bisognava utilizzare il sistema operativo System 7 e un kit di espansione denominato "Mode32" basato su un coprocessore Motorola PMMU da installare nel computer: con essi la maggiore RAM era gestita come memoria virtuale.
Il Macintosh IIcx introduceva la capacità di autoriavviarsi nel caso in cui fosse venuta a mancare l'alimentazione. Altra caratteristica degna di nota era la possibilità di avviare la macchina usando un apposito tasto presente sulla tastiera.
Le ridotte dimensioni rispetto al precedente Macintosh IIx erano state ottenute a discapito dell'espandibilità della macchina: sul Macintosh IIcx era infatti stato eliminato uno dei due lettori di floppy disk ed adottata una scheda madre con soli 3 slot NuBus. Grazie alla minore elettronica presente era stato possibile adottare un alimentatore più compatto e con una ventola di raffreddamento più piccola: questo rendeva il Macintosh IIcx anche più silenzioso del suo predecessore.
L'idea di realizzare una macchina che potesse essere utilizzata sia in orizzontale sia in verticale fu suggerita dall'allora amministratore delegato di Apple, John Sculley, che desiderava un computer che potesse liberare spazio sulla sua scrivania.